# Santa Maria de Molig
Santa Maria de Molig és l'església parroquial romànica, del poble i comuna de Molig, a la comarca del Conflent, de la Catalunya del Nord.

## Història
La primera menció coneguda de l'església és del 1024, tot i que el lloc i la vall de Molig ho són ja des del 844. Apareix en una escriptura de donació del prevere Duran a l'abadia de Sant Martí del Canigó, en la qual a l'hora de delimitar les donacions cita ipso exio qui vadis ad Sancta Maria. Torna a ser esmentada poc després, en el testament del comte Guifré II de Cerdanya, quan entre les condicions que estableix, diu que l'església de Molig ha de ser infeudada a Berenguer de So. El 1281 torna a ser esmentada l'església de Sancte Marie de Moliglio.

## L'edifici
El temple actual és d'una nau única amb dues capelles laterals que sembla de finals del segle xii o començaments del XIII, si hem de jutgar per la cornisa exterior. En el segle xiv o XV, el senyor de Molig traslladà la seva residència de Paracolls al nou castell de Molig, que construí repenjat en la paret sud de l'església. L'absis semicircular orientat a l'est fou remuntat el XIII o XIV per una torre rodona de defensa que, amb el temps, esdevindria el campanar del temple. Per entrar a l'església, els fidels havien de passar necessàriament pel pati del castell (útil, perquè en cas de setge l'església quedava dins del recinte fortificat.
El 1697 l'absis passà al costat oest i a l'anterior s'obrí una immensa porta (segurament perquè no calgués passar per l'interior del castell, protegida amb un porxo; el bell portal de granit d'estil romànic que s'hi pot veure potser procedeix de l'església primitiva. L'augment de població de la vila feu que al segle xix calgués allargar la nau. L'església conserva dues estatuetes barroques, una maredéu alletant i un sant Isidre Llaurador, patró dels pagesos des del 1622 (anteriorment ho havien estat sant Galderic i sant Nin i sant Non (els sants Abdó i Senén).
Cada any s'hi celebra un concert del Festival Pau Casals.